# Gerberstadt-Gymnasium
Das Gerberstadt-Gymnasium war das staatliche Gymnasium der Stadt Doberlug-Kirchhain, welches bis zum Schuljahr 2006/2007 bestehen blieb und seinen Schulbetrieb auf Grund fehlender Schülerinnen und Schüler eingestellt hat. Das Evangelische Gymnasium Doberlug-Kirchhain ersetzt es gegenwärtig in den gleichen Gebäuden.

## Geschichte
Die Einweihung des Gebäudes als Schule fand bereits am 17. Oktober 1889 statt. 1918 wurde die Schule von 834 Schülern besucht, die in 17 Klassen eingeteilt waren und von 14 Lehrern unterrichtet wurden. Im Jahr 1930 fand ein Umbau am Schulgebäude statt, durch welchen die Aula entstand. Zu der Zeit des Zweiten Weltkrieges wurde das Schulgebäude als Lazarett genutzt. Am 13. Mai 1945 wurde der Schulunterricht wieder aufgenommen. Nach einem Brand 1948 wurde das Hauptgebäude um ein Stockwerk erweitert. 1955 fand die erste Jugendweihe statt. Im Jahr 1972 wurden bereits 1064 Schüler unterrichtet, in diesem Jahr fand auch die Umwandlung von einer Zentralschule zur Oberschule 3 beziehungsweise 1 statt. Im Juni 1976 wurde die Schule in „Hermann-Matern-Schule“ umbenannt. Das Polytechnische Zentrum oder Technikum wurde 1987 offiziell eingeweiht. Die sich auf dem Schulgelände befindende Sternwarte wurde 1988 eingeweiht. Ab dem 1. August 1991 galt die Schule als Gymnasium. Seit dem Jahr 1996 trägt die Schule den Namen „Gerberstadt-Gymnasium“. Die Einrichtung des Computerkabinetts im Polytechnischen Zentrum erfolgte 1998.
Im Jahr 2003 wurde auf Grund des „Geburtenknicks“ die letzte 7. Klasse eingeschult. Gleichzeitig stand die Frage zur weiteren Gebäudenutzung im Vordergrund. So zog das neu gegründete kirchliche „Evangelische Gymnasium Doberlug-Kirchhain“ parallel in das Gebäude ein und übernahm es im Schuljahr 2006/2007 vollständig. Damit war das Ende der Schule als „Gerberstadt-Gymnasium“ besiegelt, die restlichen Schüler wurden in das erweiterte „Sängerstadtgymnasium Finsterwalde“ verlegt. Das Gebäude und Teile des Inventares blieben jedoch unter dem neuen Namen und den evangelisch kirchlichen Inhabern in seiner Funktion erhalten. Mittlerweile ist unter der Trägerschaft des diakonischen Werkes eine Schülerzahl von etwa 300 Schülern erreicht. Im Jahr 2009 wurde die Oberstufe mit der 11. Klasse begonnen. Über 40 Lehrkräfte sind im Einsatz.

## Gebäude

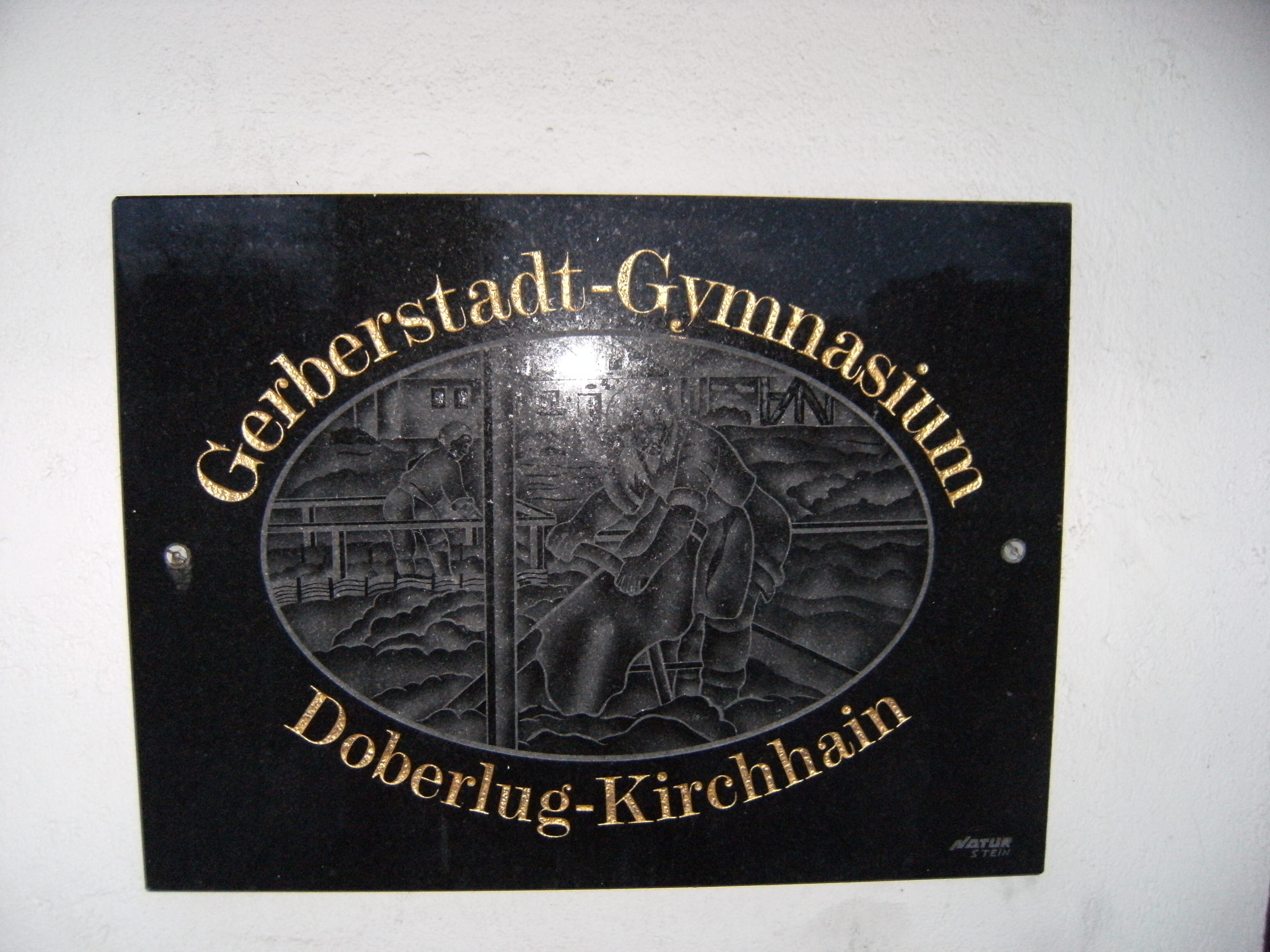
Natursteinplatte mit Motiven des Gerberhandwerks am Haupteingang der Schule.

### Hauptgebäude
Im Hauptgebäude findet der hauptsächliche Unterricht statt, dazu stehen diverse Fachräume für Biologie, Mathematik, Deutsch, Geografie, Geschichte und für die diversen Fremdsprachen zur Verfügung. Ebenso befindet sich ein voll ausgestattetes Computerkabinett im Hauptgebäude.

### Polytechnisches Zentrum
Im Polytechnischen Zentrum (PTZ) oder Technikum befinden sich die Fachräume für Physik, Chemie und Informatik.

### Jähdeneck
Im etwas abgelegenen Jähdeneck fanden der Musik- und Kunstunterricht statt.